# Chrysobothris lesnei
Chrysobothris lesnei es una especie de escarabajo del género Chrysobothris, familia Buprestidae. Fue descrita científicamente por Théry en 1934.